# Ia Hrung
Ia Hrung là một xã thuộc tỉnh Gia Lai, Việt Nam.
Xã có diện tích 169,15km², dân số năm 2025 là 37.219 người

## Địa lý
Trước khi sáp nhập hai tỉnh Bình Định và tỉnh Gia Lai Ia Hrung là một xã vùng II của huyện Ia Grai, cách trung tâm huyện 12 km về phía Bắc.
Khi chương trình Sáp nhập tỉnh, thành Việt Nam 2025. có hiệu lực từ ngày 12 tháng 6 năm 2025, xã Ia Hrung đã được mở rộng:
- Phía Đông giáp 2 phường là Diên Hồng và Thống Nhất

- Phía Tây giáp giáp xã Ia Grai

- Phía Nam và Đông nam giáp xã Gào

- Phía Tây Bắc giáp xã Chư Păh

- Phía Đông Bắc giáp xã Ia Phí

## Lịch sử
Năm 2006, xã Ia Hrung được chia tách thành 2 xã Ia Hrung và Ia Bă. Xã Ia Hrung lúc này có diện tích tự nhiên là 4.448,01 ha; có 03 thôn và 04 làng và có 6 dân tộc cùng sinh sống gồm: Kinh, Jrai, Thái, Nùng, Mường và Sán chỉ.
Sau nhiều lần chia tách và bổ sung dân số Ia Hrung có 7 thôn người Kinh và 5 làng đồng bào dân tộc thiểu số.
Theo Nghị định số 39/2006/NĐ-CP ngày 21 tháng 4 năm 2006, xã Ia Sao chia tách thành xã Ia Sao và Ia Yok. Ia Bă được tách ra từ Ia Hrung.
Từ ngày 12 tháng 6 năm 2025, sáp nhập tỉnh Bình Định vào tỉnh Gia Lai, giải thể đơn vị hành chính cấp huyện là Ia Grai. Địa phận 4 xã là Ia Sao, Ia Yok, Ia Hrung và Ia Dêr được hợp nhất thành xã mới lấy tên là Ia Hrung, với trụ sở đặt tại Ia Sao.

## Giáo dục
- Trường Mẫu giáo 30/4[16]

- Trường Tiểu học Phan Chu Trinh[17]
- Trường Tiểu học Võ Thị Sáu[18]
- Trường Tiểu học Trần Quốc Toản[18]
- Trường Tiểu học Nguyễn Văn Trỗi[18]
- Trường Tiểu học Lý Tự Trọng[16]
- Trường Tiểu học Ngô Mây[16]
- Trường Trung học cơ sở Tôn Đức Thắng[18]
- Trường Trung học cơ sở Trần Phú[18][16]
- Trường Trung học cơ sở Phan Bội Châu[18]
- Trường Trung học phổ thông Phạm Văn Đồng[19]

## Vinh danh
Năm 2000, xã được Nhà nước trao tặng danh hiệu Anh hùng lực lượng vũ trang nhân dân.